# LPG自動車

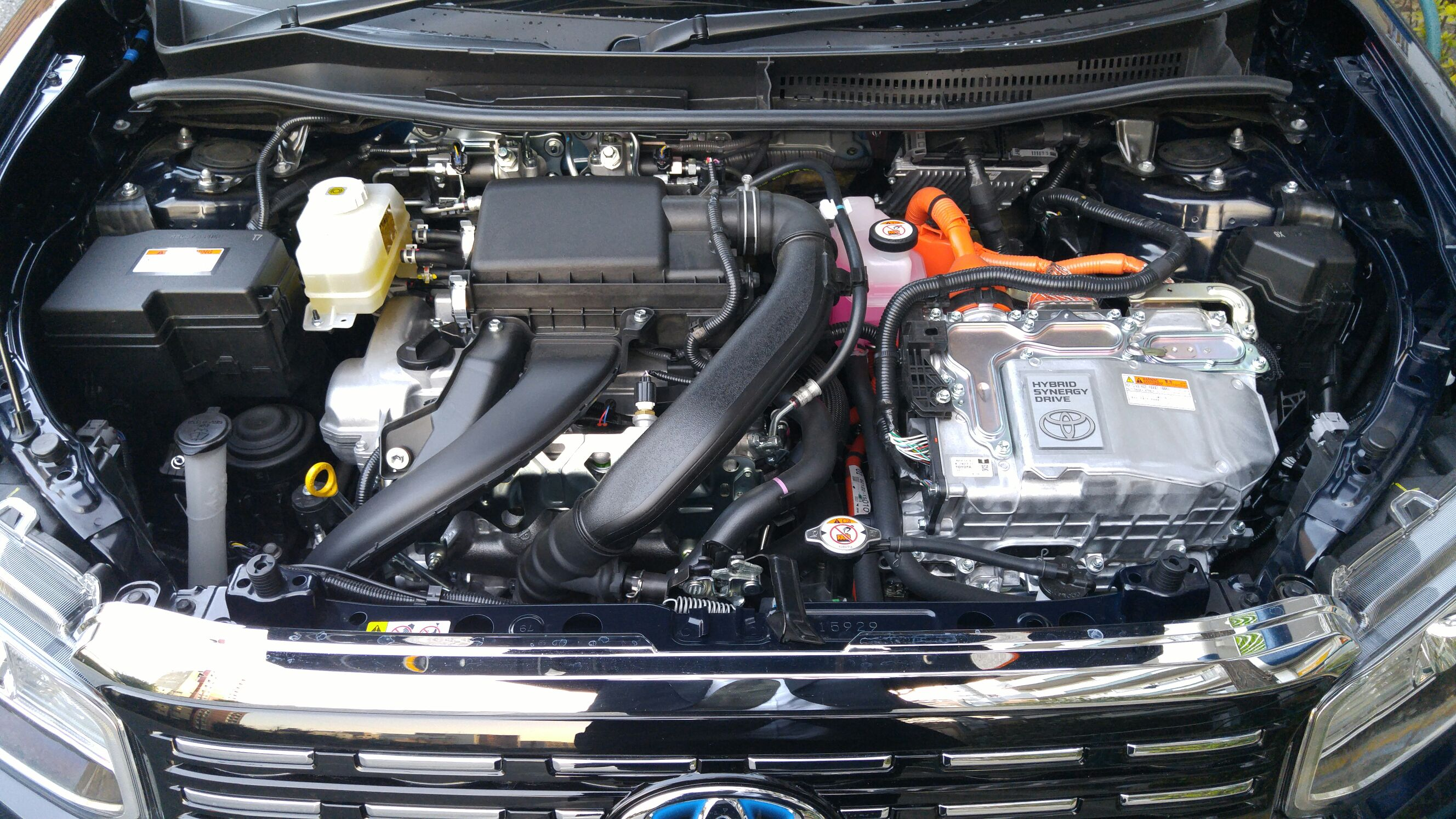
トヨタ・ジャパンタクシー（NTP10型）用液体噴射（インジェクション）式LPGハイブリッドエンジン
（トヨタ・1NZ-FXP型）

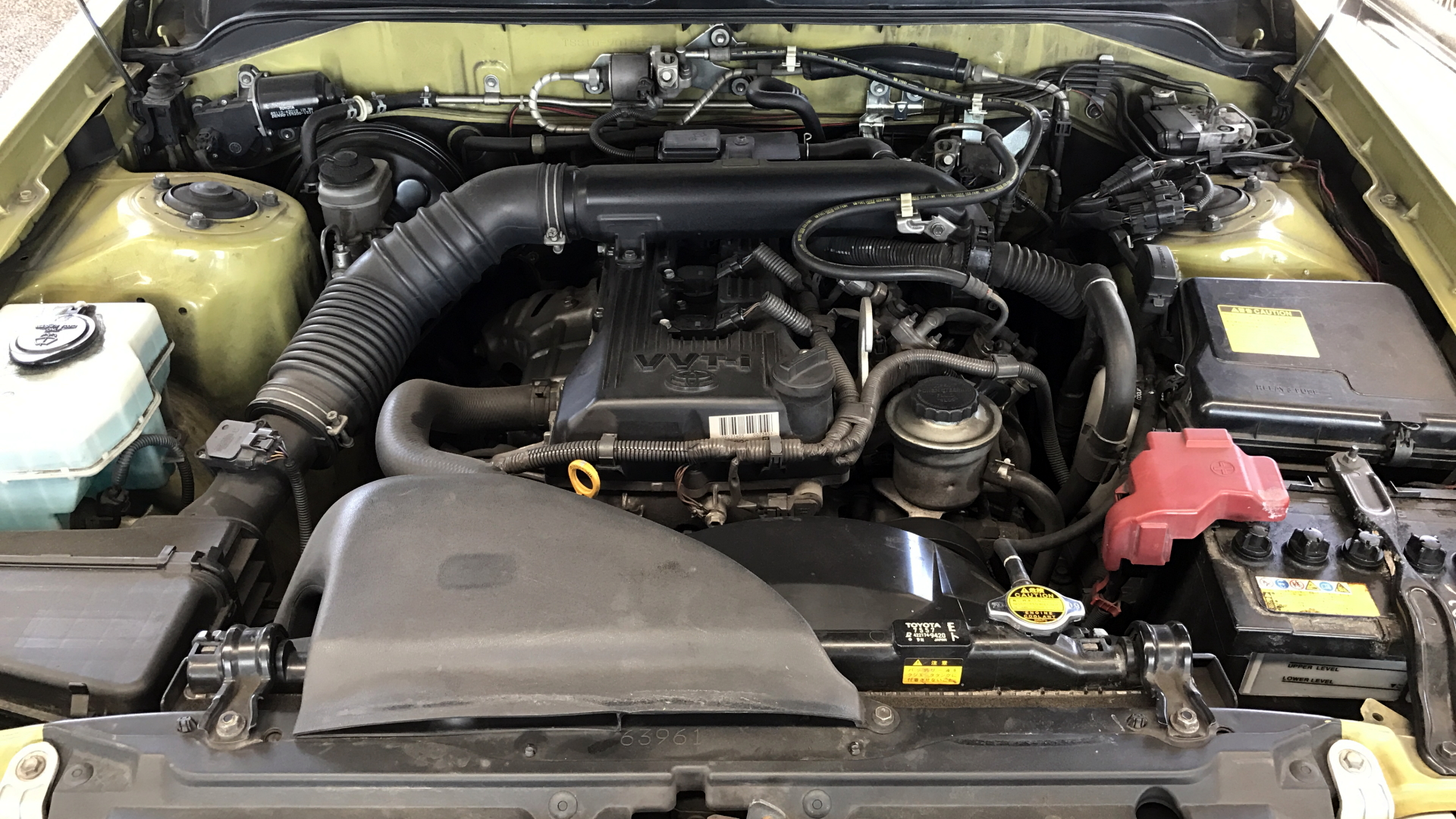
トヨタ・クラウンセダン（TSS10型）、トヨタ・クラウンコンフォート（TSS10型）、トヨタ・コンフォート（TSS11型）用液体噴射（インジェクション）式LPGエンジン
（トヨタ・1TR-FPE型）

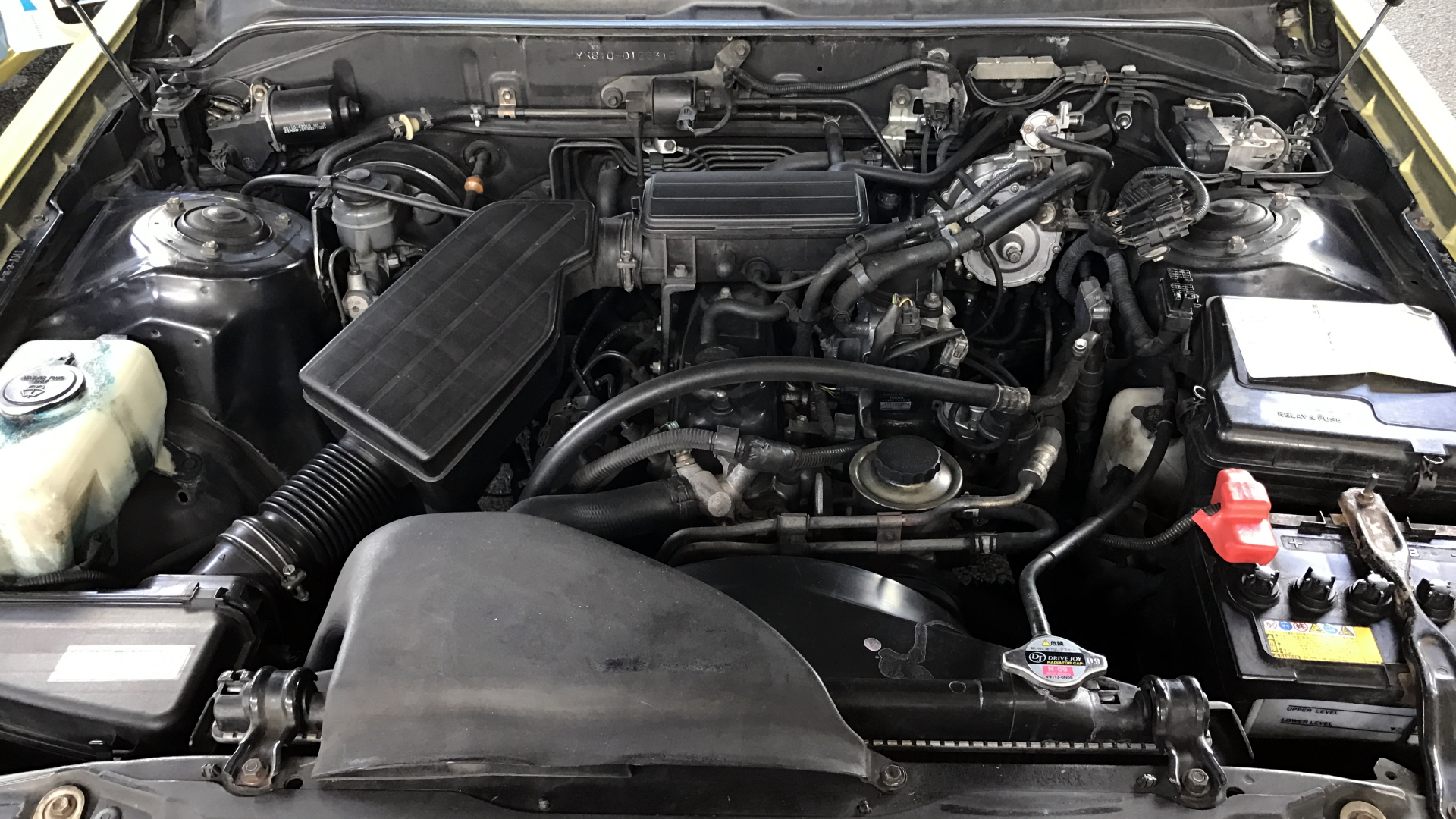
トヨタ・クラウンセダン（YXS10型）、トヨタ・クラウンコンフォート（YXS10型）、トヨタ・コンフォート（YXS11型）用電子制御ガスミキサー式LPGエンジン
（トヨタ・3Y-PE型）

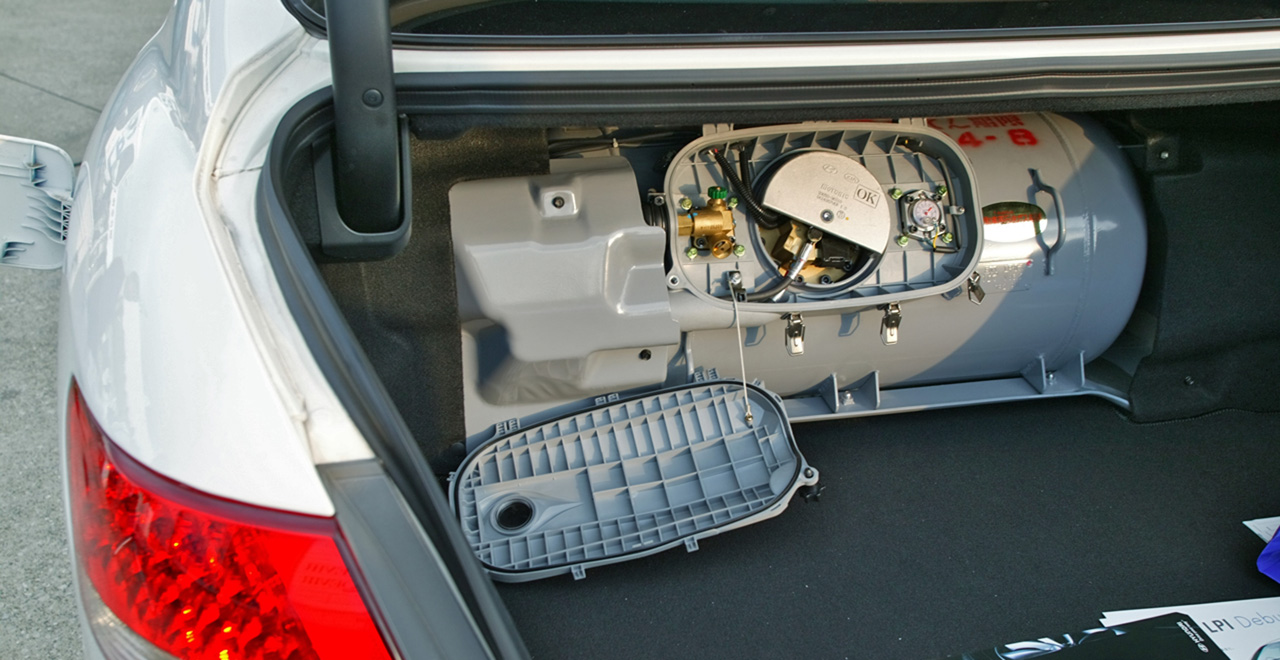
ヒュンダイ・グレンジャー LPI に搭載されるLPGタンク

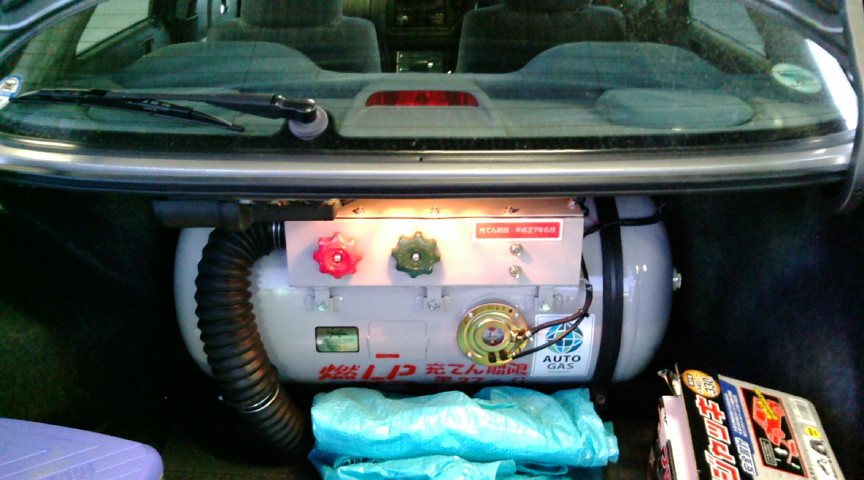
LPG改造車に搭載されるLPGタンク

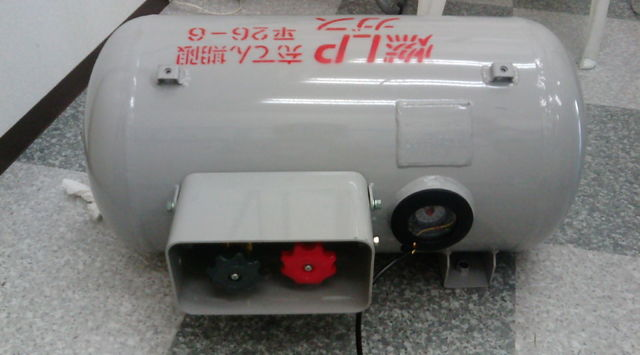
LPG改造車に搭載されるLPGタンク

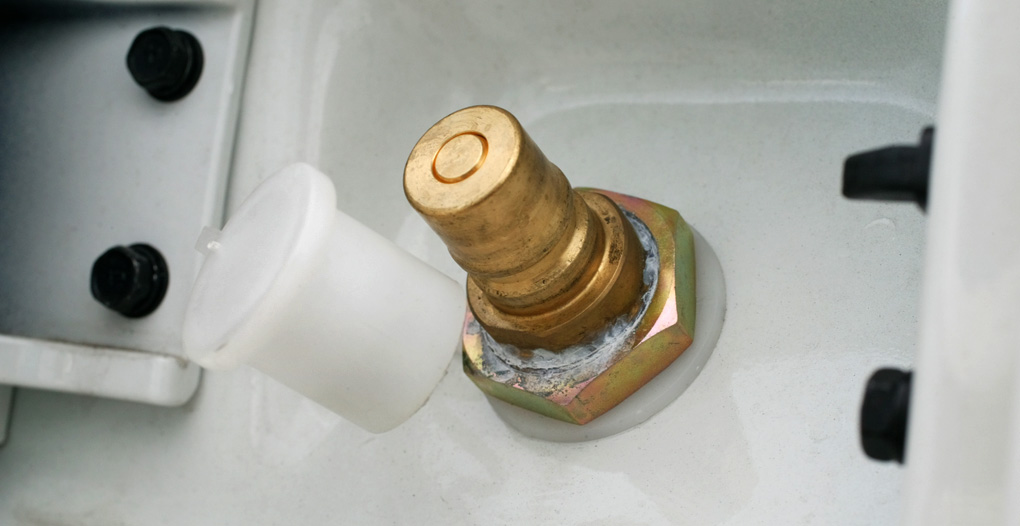
燃料充填口
（日本仕様）

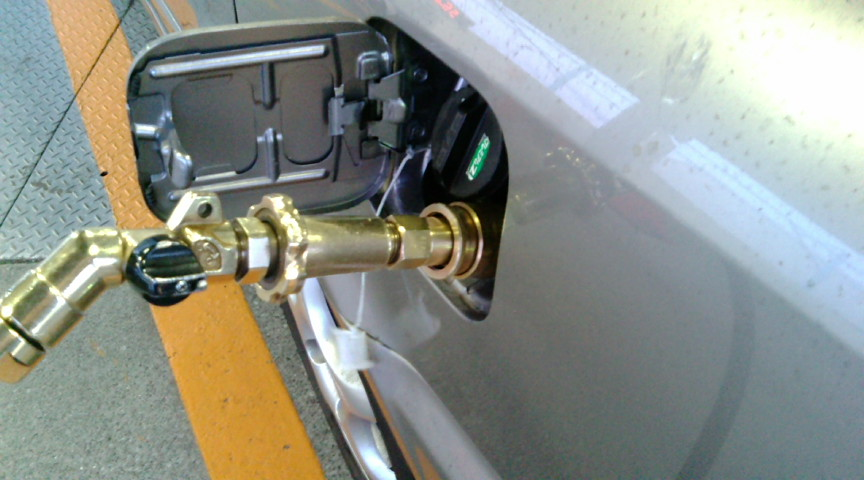
LPG充填中の様子

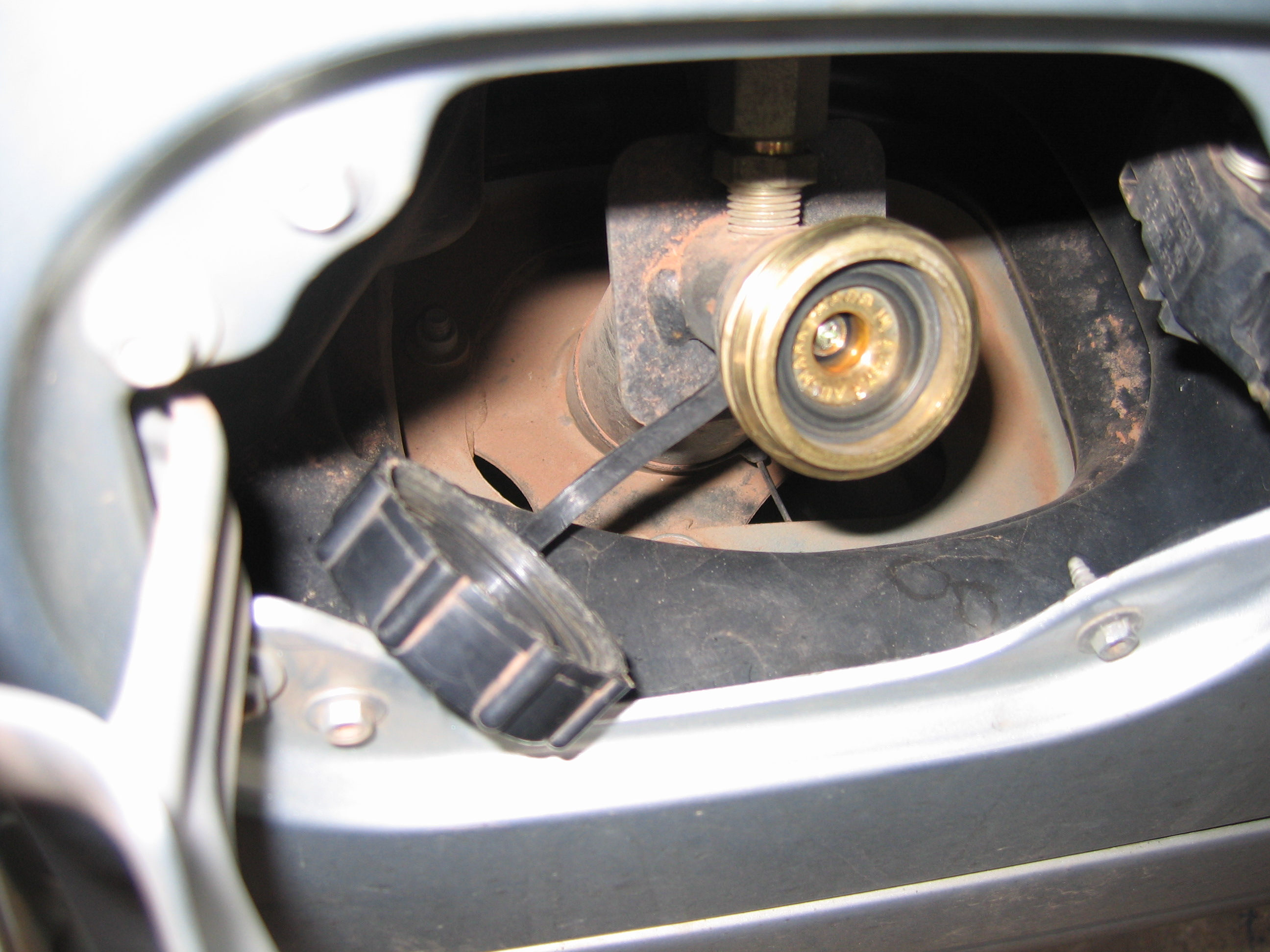
燃料充填口
（欧州仕様）

LPG自動車（エルピージーじどうしゃ）は、LPG（液化石油ガス、英: Liquefied  Petroleum Gas）を燃料とするオットーサイクルエンジンを原動機とした自動車である。LPG車、プロパン車、LPガス自動車とも呼ばれる。

## 概要
LPG自動車は燃料にLPGを利用する自動車で、エンジンの基本構造はガソリンエンジンと差異はなく、燃料タンクや燃料と空気を混合する装置が大きく異なる。LPG自動車の製造あるいは製作を大きく分類すると、はじめからLPG自動車として自動車メーカーで製造される場合のほか、ガソリン車として製造、出荷された車両を自動車整備事業者等が改造する場合や、ディーゼル車として設計、製造された車両を製造元や改造施工業者が改造する場合に分けられる。
燃焼時の発熱量当たりのCO2排出係数は0.0590 t·CO2/GJで、ガソリン(0.0671 t·CO2/GJ)や軽油(0.0686 t·CO2/GJ)よりも低く、 LPG利用を推進する団体により「化石燃料の中ではクリーンな燃料」として紹介されている。同一の車種で同一の積載量という条件の下で走行距離当たりのCO2を比較すると、ガソリン車よりも約6 - 13 %、ディーゼル車よりも約 7%、CO2排出量が少ないという調査結果も公表されている。煤煙がほとんど排出されず、PM (粒子状物質)が測定限界以下であることや、NOx排出量が低いことも特徴である。なお、日本で最初の自動車排出ガス規制である昭和47年排出ガス規制（1973年）では、ガソリンとLPGは別に分類され、当時はLPGの規制の方が厳しくなっていた。
出力・トルク面では若干ガソリン車に劣る傾向があるが、実用性を損なうほどの差ではない。そのわずかな差も燃料供給のインジェクション化等で縮まる傾向にあり、さらにハイブリッド車にする等の他の機構との組み合わせにより体感できる差すらなくなりつつある。
日本においては、戦時体制による石油・ガソリン統制に際し、代用燃料車の一種として1940年頃に試用されたのが最初とされるが、LPガス自体が石油精製の副産物である性質から、国内の木材資源を原料とする木炭車や、国内のガス井からガス採取可能な天然ガス車のような普及には至らなかった。1950年代以降にLPガスが家庭の調理用途で広く用いられるようになり、LPガス単体での輸入が1961年以降本格化してくると、1962年〜1963年頃にタクシー用燃料としての使用が始まった。当時、燃料1 Lあたりの単価がガソリンの半額程度で済む圧倒的な経済性が採用の動機となった。当初は既存ガソリン車を改造でLPG仕様にしたタクシーの火災事故が続発して問題になったが、ガス漏れ防止を中心とする配管面の設計・管理基準の厳格化で安全対策が急がれた結果、火災事故が激減、並行してガススタンドなどのインフラも整備されたため、1960年代後期以降にタクシー業界では本格普及した。タクシーの台数の多さもあり、後発の天然ガス自動車（CNG自動車）よりも、充填拠点の多さやその営業時間の長さではアドバンテージがある。日本におけるLPG車保有台数は2020年9月時点で約20万台。かつてより割合は減ったものの、日本のタクシーの8割はLPG車である。

## オートガス
LPG自動車用の燃料として販売されるLPGは、オートガス（英: Autogas）と呼ばれる。規格上はブタンとプロパンをブタン8:プロパン2の割合で混合したものであるが、プロパンの割合は地域や季節に応じて30 %から99 %の範囲で混合される。常温では1 MPa以下の比較的低い圧力で液化し、体積が250分の1となることからガス燃料としては可搬性に優れる。オクタン価はハイオクガソリン（プレミアムガソリン）並み以上の105程度である。
LPG自動車へのガス充填は、オートガススタンド（または「オートガスステーション」「LPガススタンド」など）と呼ばれる、LPG用の充填施設で行われる。2019年時点で世界の81000か所以上に設置されている。欧州では国によりばらつきはあるがガソリンスタンドと併設される例も多い。日本国内においては法規の関係上原則としてセルフ式のオートガススタンドは存在しないが、それらが存在する国・地域もある。充填口および充填ノズルの形状は国・地域によって異なる。
日本の場合、ガソリンスタンドと同様に、主にLPG事業者が元売の看板を掲げて運営していることが殆どで、タクシーの密集地域を中心に単独で設置している例、ガソリンスタンドに併設されている例もあるが、大半が中間充填所の内部設備の一部としての設置であり、この場合は建物用とタンクを共有している。また、LPG車を使う事業者自身が自家専用のオートガス充填設備を設置することもある。
日本のオートガススタンドは約1330か所。かつては全国で1900か所あったが、LPGハイブリッド車の普及による燃費向上や、LPG自動車自体の減少といった要因によるLPG販売減から、スタンド数の減少が続いており、特に地方部ではタクシーの燃料供給に難をきたす事態も起きている。
販売は1 L単位で行われる。価格は国や地域により異なるが、ほとんどの国でガソリン・軽油より安価であり、世界で見た平均では軽油価格の55.1%、ガソリン価格の52.1%となっている（2019年）。
日本の場合、1 L = 117.2円（2022年9月10日現在、店頭現金価格全国平均） と他国同様ガソリン・軽油に比べて安価である。価格には国税である石油ガス税の9.8円/L（17円50銭/kg）を含むが、ガソリン税の53.8円/Lより低く、また消費税以外の地方税を課している地域はなく、ガソリンよりも割高になるケースはない。
過去の比較では、一例として、2007年11月時点でレギュラーガソリンは145円、軽油は121円であるのに対し、LPGは84.1円である。2010年3月時点ではレギュラーガソリンは131.3円、軽油は110.5円に対し、LPGは85.0円(店頭現金価格)である。天然ガスと比較すると、道路財源（道路特定財源制度）としての燃料課税は無税で、2007年4月の時点における東京地区の天然ガス価格は71.03-84.68円/Nm3となっている。
タクシーに乗った際の臭いは、ガス漏れ検知用の臭い成分が燃焼により化学変化を起こしているためだが、最近は自動車排出ガス規制強化で無臭になりつつある。排出ガス規制の強化前の車両であっても燃焼方式の近いガソリン車より排気の臭いは弱い。これは、ガソリン車は燃焼時にエンジンオイルの成分も取り込んで燃焼されるのに対し、LPガス車はこれが混ざらずに燃焼されるためである。

## 構造
LPG車はエンジン自体の作動原理は基本的にガソリン車と変わらず、燃料タンクからエンジンへの燃料供給装置までをLPG用としたものである。LPGのみを燃料とするもの（LPG専焼車）、LPGとガソリンを併用するバイフューエル車、LPGと電気を用いるLPGハイブリッド車に分けられる。トヨタ・プリウスなどガソリン・電気のハイブリッド車を改造し、LPG・ガソリン・電気を使えるものもある。

### ガスタンク（ボンベ）
LPGは圧力をかけて貯蔵されることから、常温常圧で液体のガソリンや軽油のタンクとは異なり、燃料容器は圧力に耐え、気密性を保つ構造とされている。注入口は弁機構が設けられ、充填の際にノズルと密着する構造となっている。
その形状から、多くはガソリン車の燃料タンクが設置されている場所に置換できず、トランク部分に設置される。他には荷室の床下に吊り下げたり、客席ではない車内に設置されることもある。日本国外では後改造（レトロフィット）向けに搭載する車両に応じて形状の異なる製品が製造されていて、欧州ではトランク内のスペアタイヤのスペースに収まるように円錐曲線回転体の形状をしたタンク（トロイダルタンク、英: toroidal tank）や分割して複数の小型容器を組み合わせたタンクが流通している。充填式ではなくボンベ交換式の場合は、交換作業性も考慮された位置に設置される。車室内に設置された場合でも、ガソリンタンクではその給油方法などが原因となってタンク周辺に揮発したガソリンの匂いがすることが多いが、LPGタンクはその気密性から有意な匂いはほとんどしない。
欧州では、国際連合欧州経済委員会による法規(ECE Rgulation)で基準が定められ、LPG車の構造装置の基準は67号、レトロフィットシステムの基準は115号として、燃料容器も包括して一本化されている。日本では、車両構造が国土交通省管轄の「道路運送車両の保安基準」で定められているのとは別に、ガス容器は経済産業省管轄の「高圧ガス保安法容器保安規則」に分かれて基準化されている。そのため自動車検査登録制度とは別に、ガス容器の検査を6年毎（製造から20年未満の容器）あるいは2年毎（20年以上）に受けなければならない。ただし初年度以降の車検が1年毎の車両（営業車・トラック等貨物車・バス）の場合、初回の容器検査に限り6年目の車検まで使用期限を延長（最長11か月）できる。また、タクシーのように同一・同系車種が多く流通する車種の場合、使用中の車が容器期限を迎えた場合や期限切れの容器を搭載した中古車を入手した場合に、あらかじめ検査済みの容器と交換して済ませることが一般化している（現品検査の場合1週間前後かかる）。

### 燃焼ガス排気装置（マフラー）
排気管全体の材質や太さなどの構造は共通するが、ガソリン車とは排気ガスの特性が異なるため、触媒、消音装置なども固有のものとなる。エキゾーストマニホールドについては、構造は同一のものであっても触媒一体型で生産されるケースが多いため固有部品となる。

### 燃料供給装置

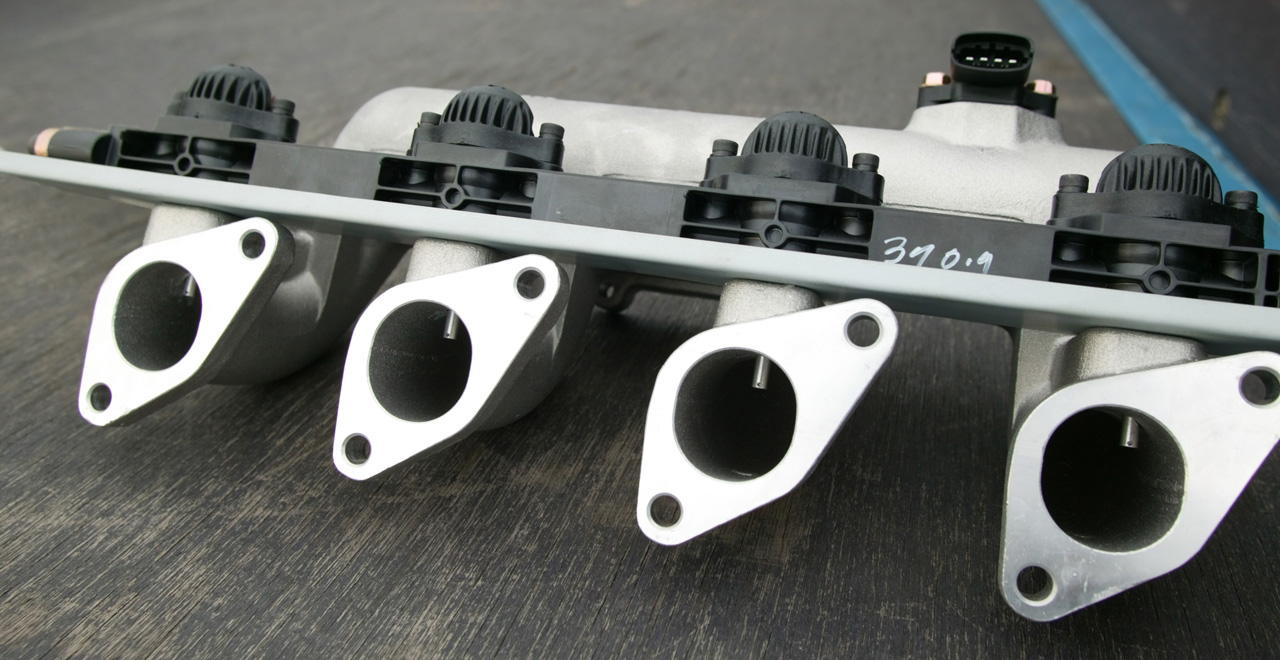
レトロフィットインテークマニホールドと液状噴射用インジェクター

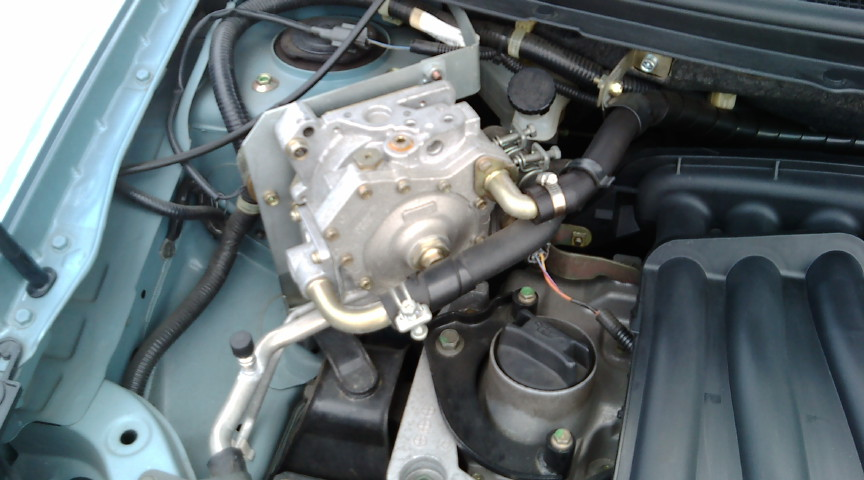
ベーパライザー（強制気化器）

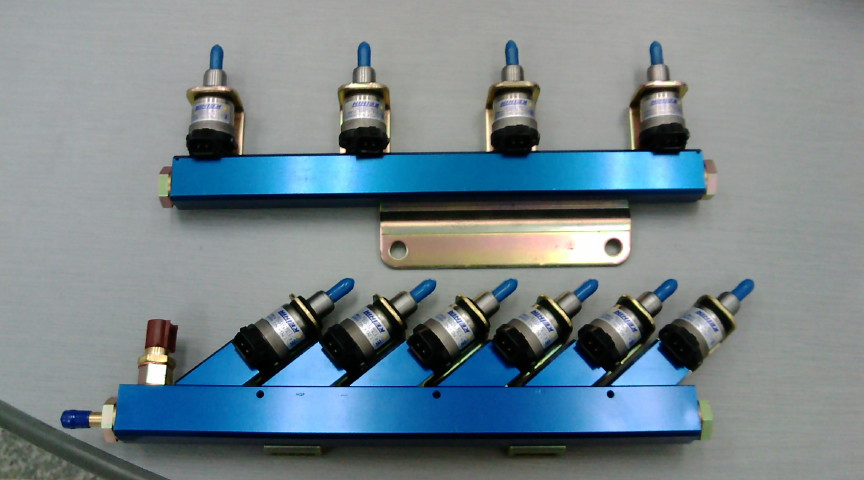
LPGデリバリーモジュールと気体噴射用インジェクター

エンジンにLPGを送る装置には、旧来の「ガスミキサー方式」（ガソリン車のキャブレター方式に相当）と、「インジェクション（燃料噴射）方式」がある。インジェクション方式はLPGを一度気化させてから噴射する気体噴射方式(VPI)と、液状のまま噴射する液体噴射方式(LPI)に分かれる。

#### ガスミキサー
ガスミキサーは古くから用いられている方式である。ボンベから液体で取り出したLPGを一度気化させ、「ガスミキサー」で気化したLPGと空気を混合、エンジンに吸入するものである。LPG供給量は吸入空気の量に応じて調節される。
主要構成は燃料遮断弁(英: fuel lock off)、レギュレーター／ベーパーライザー（気化・調圧弁。英: pressure regulator / vaporizer)、ガスミキサー(英: carburator)からなり、燃料遮断弁はエンジン停止中に液体のLPGが流出しないように止める弁機構、レギュレーター／ベーパーライザーはLPGを気化させて、一定圧力に保つ装置、ガスミキサーはエンジンへの吸入空気の流量に応じてLPGを混合する装置である。気化の際の蒸発熱（気化熱）を与えるために、ベーパーライザーには冷却水流路を設けられ、エンジンの廃熱を利用して温められている。
後述の電子制御燃料噴射方式と比較すると運転状況に即した燃料供給の精度が低く、燃費や出力の点で不利である。ただし、インジェクション化以前にもガスミキサーを電子制御化したものは存在していた。

#### ガス・インジェクション
ガソリンエンジンと同様に、マルチポイントインジェクションを採用することでガスミキサー方式と比較して性能向上が図られている。
LPGを気化させてから噴射する気体噴射方式(VPI)と、LPGを液状のまま噴射する液体噴射方式(LPI)とがある。
気体噴射方式(VPI)
気体噴射方式では、タンクから液体で取り出したLPGを、ベーパライザーで冷却水の熱を利用して温めて強制的に気化させるまではガスミキサー方式と同じで、気化させたLPGをインジェクターで噴射する。
液体噴射方式(LPI)
液体噴射方式では、タンクから液体で取り出したLPGを液状のまま噴射する。
利点は、シリンダー内で気化する際の膨張圧力を出力として利用できる点や、蒸発潜熱によって吸入空気が冷却されて空気密度が高くなり、燃焼効率が向上する点である。
なお、インジェクションのためのポンプもボンベの付属品（ボンベに内蔵）となっているため、容器内のガス圧力が高くなっている。それゆえ簡易スタンド等ガスに強い圧力がかけられない設備からは充填できなかったり、ガス容器検査時には別途気密試験が必要となり容器検査のコストがガスミキサー式のものよりかかるという欠点がある。

## 車種
LPG車の製造・製作を大きく分類すると、自動車メーカーによりはじめからLPG車として生産されるものと、改造事業者により後改造されるものに分けられる。後改造には、自動車メーカーが直接関与して改造・販売されるものもある（日本の業界団体では「準メーカー車」と呼称）。改造車には、ガソリンエンジンからの改造とディーゼルエンジンからの改造のいずれもがある。

### メーカー生産LPG車
World LPG Association (WLPGA) によれば2018年時点で世界10大自動車メーカーのうち8社がLPG車を生産しており、バイフューエルを含めて130以上の車種がラインナップされている。
日本ではかつては主にタクシー・教習車向けの乗用車、および小型トラックなどをトヨタ・日産・マツダなど複数のメーカーが生産していたが、2022年現在のメーカー生産LPG車はトヨタ・ジャパンタクシー（LPG・電気のハイブリッド）のみとなっている。
なお、日本において国外のLPG車はガス容器の規格の違いなどから本国のままでは登録が困難とされる。かつて2004年に、エルピーガス振興センターの構造改善調査事業として、ボルボのV70ワゴンとS80セダン、ヒュンダイのXG（グレンジャー）セダンが試験的に輸入された。国外からLPG車を輸入することで日本のLPG車市場とインフラ事業の活性化を図る目的で行われ、日本での使用が困難とされてきた国外製のLPG車について、欧州規格（ECE基準67号）や韓国規格で製造された燃料容器の技術的調査が行われた。これらの車両は日本の公道で走行できるように登録され、試乗会や展示会に用いられたが、日本国外製の量産LPG乗用車が輸入、登録された前例はこのときまで無かった。その後2006年10月に日本での輸入量産LPG車として初めてグレンジャーLPIが販売開始され、ヒュンダイが日本での乗用車販売から撤退する2010年まで販売された。グレンジャーの場合は日本規格のLPGタンクを本国へ送り、現地で生産する手法を取っている。

### ガソリン車改造LPG車

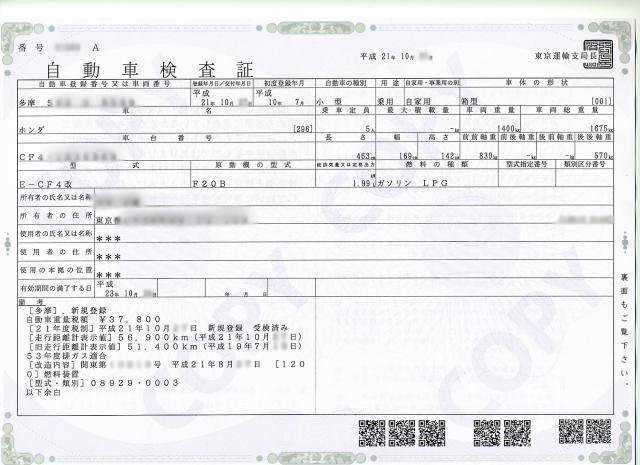
日本におけるLPG改造車の自動車検査証

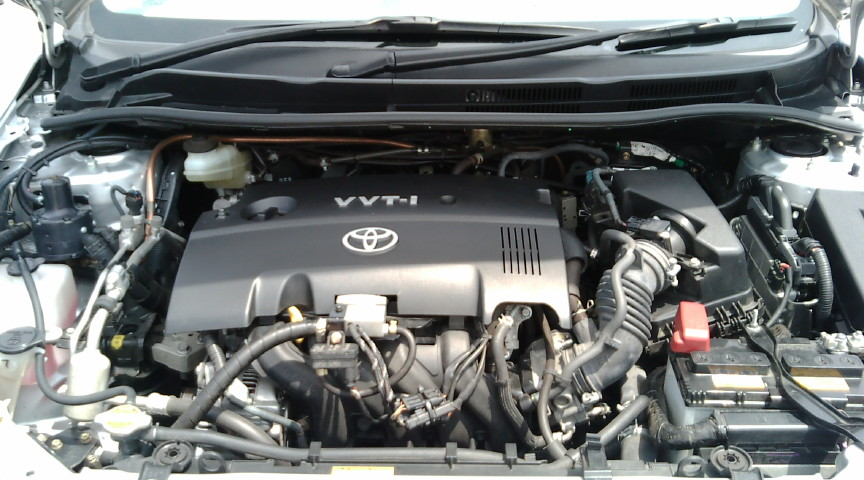
改造車のエンジンルーム

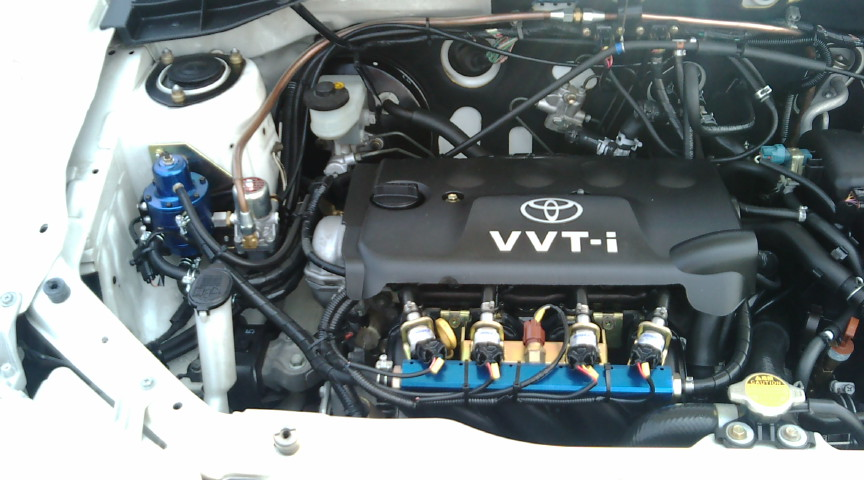
改造車のエンジンルーム

LPG車の製作手法のひとつとして、市販されているガソリン車をディーラーや架装メーカーで改造するレトロフィット(英: retrofit)と呼ばれる方法がとられる場合がある。この場合、国や地域によっては申請を行ったり認可を受けたりする必要がある。ヨーロッパでは輸入業者が改造し、販売地域の事情に応じて改造後の保証も含めて輸入業者の責任で行い、OEMモデルとして市販するケースも多くある。日本ではLPG化改造を行う事業者の業界団体としてLPG内燃機関工業会があり、LPG改造認定工場によって改造が行われる。
エンジン本体の構造は同じ火花点火内燃機関であることから、燃料供給装置を変更して点火時期などを調整する程度で改造でき、韓国・Hana Engineering社やイタリア・ランディレンゾ（Landi Renzo）社などから改造用の部品が販売され、日本へも輸入されている。また、LPG内燃機関工業会ではイタリア・ロバート社（現在はランディレンゾ傘下）開発の「FAST内工会方式」や、各社の独自開発のシステムによる改造が行われている。
燃料供給装置について従来はガスミキサー方式が用いられていたが、電子制御燃料噴射方式に移行しつつあり、欧州では気体噴射方式と液体噴射方式、日本では気体噴射方式が主流となっている。LPG噴射装置の制御用として、別途コンピュータ（サブコン）が増設される。
現在、日本においてガソリン車からのLPG改造車は、LPGとガソリンを併用するバイフューエル車が主流となっている。エンジンが冷えているときの始動性を補うために始動時はガソリンを使用し、暖気後にLPGに切り替わる。
LPGはガソリンに比べて燃焼温度が高く、排気温度が高くなるため、また燃料が潤滑に寄与しないため吸排気バルブに問題を生じる場合があり、関連する部品を対策品に交換する場合もある。タクシー等長距離走行（生涯25–50万キロ）をする車両では、ガソリンエンジン用のバルブ、バルブシートでは、潤滑性の低いLPG燃料による磨耗、熱劣化が大きく、バルブクリアランスが取れなくなる。日本国外の改造車ではバルブとバルブシートの対策品への交換が行われたり、同様な性質を持つCNG車やアルコール燃料使用車と同じ強化エンジンバルブ、バルブシートに対応するケースも多い。日本の自動車メーカーの国内向けのガソリン車を改造すると動弁系の問題が出たが近年ではガソリンでの低燃費実現の為、希薄燃焼に対応し強化・改善されてきている。輸出向けのガソリン車ベースでもそのまま改造を行っている。日本国内では走行距離を10万キロ程度と判断し、長距離走行や燃料品質の一定しない日本国外向けには強化タイプのバルブ・バルブシートを使用している場合もある。日本国外のBMW、ボルボ、ヒュンダイ、キア等では、もともと地域毎に異なるガソリン品質での課題や、北米、南米でのアルコール混合ガソリン使用の問題から、ガソリンエンジンであっても対策バルブが使用されており、問題が発生しないと言われる。このため欧州を中心としたマーケットではレトロフィットによる改造が盛んで、ディーラー等でカーオーディオ取付並みに純正部品があり改造されている。

### ディーゼル車改造LPG車

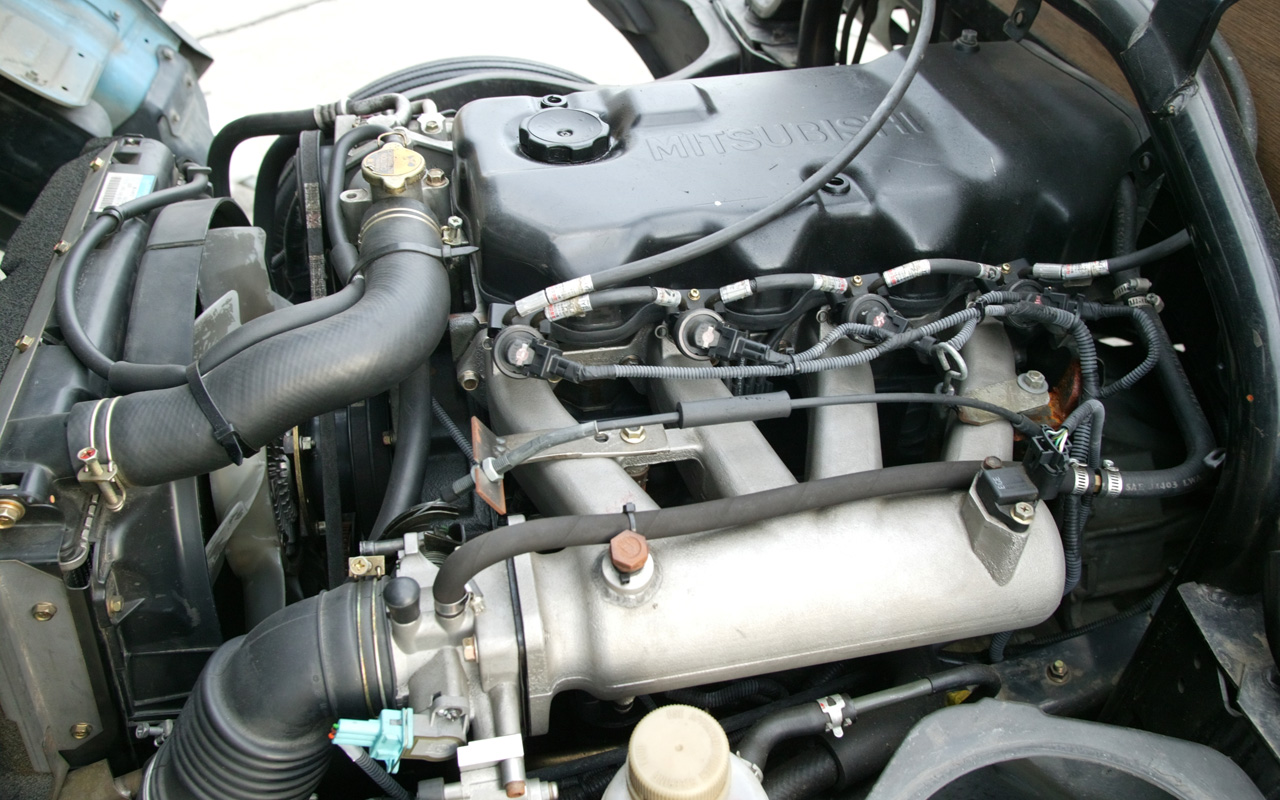
ディーゼル改造LPIエンジン
スロットルバルブとサージタンクが付いたインテークマニホールドはレトロフィット

ディーゼルエンジンからの改造はオットーサイクルへの改造を伴い、タンクや燃料供給系統をLPG用とするだけでなく、点火プラグを追加するなど、エンジン本体への改造が必要である。2006年にエルピーガス振興センターによって行われた調査によると改造費は1台あたり50万円以内であるとされる。
日本での実例としては、いすゞ（4HG1型ベース）、三菱ふそう（4D34型ベース）、トヨタにより開発、販売されたことがある。韓国ソウル市では市の清掃車や規制に適合しないディーゼルトラックをLPG化する改造が行われており、2005年度に6,000台が改造された。ただし、この用途でのガス燃料化は日本では（特に中・大型車では）LPG化よりCNG化の方が中心である。
このほかに、DDF（ディーゼル・デュアル・フューエル）システムと呼ばれる、軽油とLPGを同時に利用する方式も実用化され、改造用の部品が販売されている。DDFシステムはLPGやCNGといったガス燃料と空気の混合気を燃焼室に送り、圧縮行程で高温になったシリンダー内の混合気に軽油を噴射して、軽油の自己着火により点火する方式である。点火プラグの追加を必要とせず、ディーゼルエンジン本体の構造はそのまま使えることから、オットーサイクルに転換するLPG改造よりも低コストである。
ただしオットーサイクル化・DDF化とも、軽油燃料のみを用いるディーゼルエンジン本来の高い熱効率による経済性は損なわれる。また、エンジンの特性も低回転からトルクが発生できるディーゼルエンジンらしい特性ではなくなる。これらのディーゼル車改造によるLPG車化は、近年厳格化が進行している排気ガス浄化規制策の一つと見るべきものである。ディーゼル車自体の排ガスのクリーン化もあり、新車としてのLPG・CNGのトラック・バスは設定が廃止されつつある。

## 普及状況

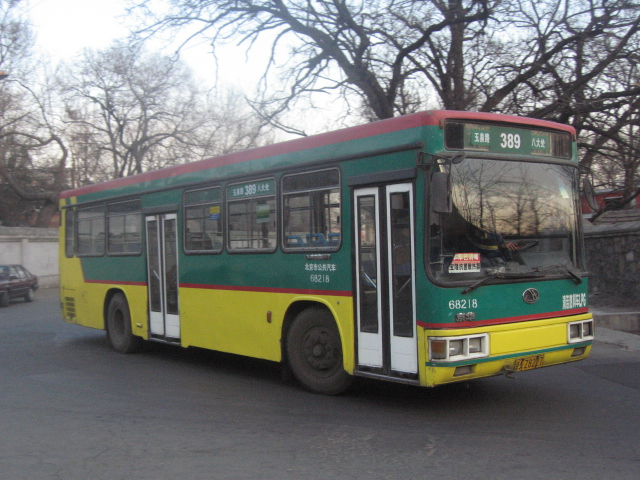
LPGバス（北京市、2006年撮影）

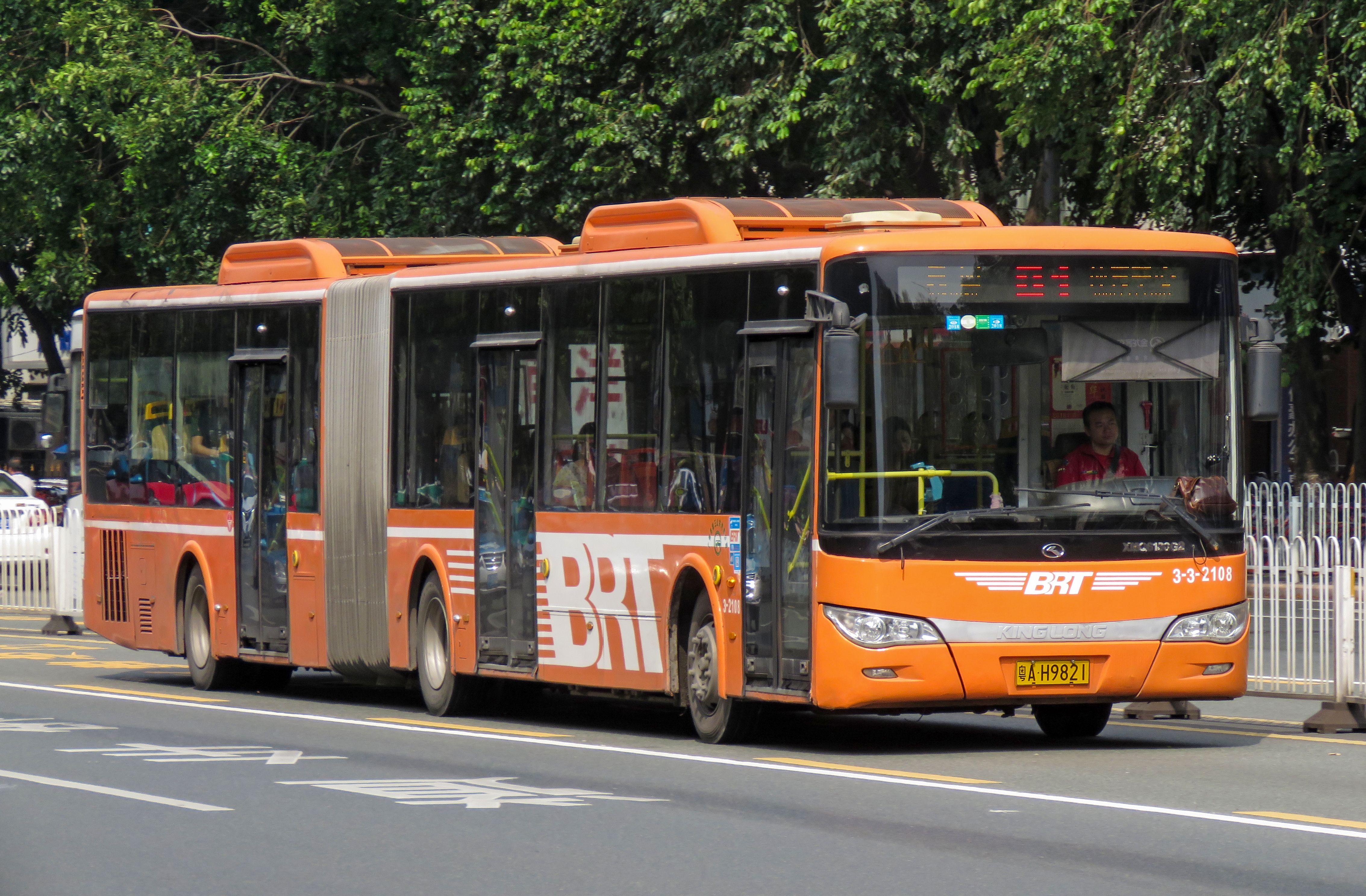
LPG連節バス（広州市、2018年撮影）

2019年現在、世界におけるLPG車の普及台数は約2700万台。2000年の730万台から、2008年は約1460万台、2011年は2100万台と、近年急速に普及してきている。
国別では2019年時点でトルコ約470万台、次いでポーランド約330万台、ロシア約300万台、インド250万台、韓国202万台など。2011年では第1位がトルコの334万台、第2位がポーランドの248万台、第3位が韓国の246万台、第4位がイタリアの179万台、第5位がインドの171万台、第6位がロシアの140万台となっている。特に欧州ではトルコやポーランドでのLPG車の普及が著しい。欧州ではガソリンを予備燃料とするバイフューエルも多い。欧米では、LPガスは圧縮天然ガス (CNG) やバイオディーゼル燃料と同様に代替燃料に定義されている。
車種構成は国によって異なり、日本や韓国ではタクシーや小型貨物車がオートガス需要の多くを占め、欧州では自家用車が多くを占める。日本・韓国のほか、香港でもタクシーとして使用されている。
日本におけるLPG車保有台数は2020年時点で約20万台。1990年ごろには30万台を超えていたが、その後減少傾向にある。主にタクシー用（全タクシーの約8割。かつては95 %を占めていた）だが、バス・トラック（約8300台）・自家用乗用車（約6000台）や、フォークリフトなどの作業用車も存在する。日本国内では購入の制限はないものの、需要家が事業用自動車が中心であることからオートガススタンドの営業時間がガソリンスタンドより短かったり、そもそもオートガススタンド自体が数がガソリンスタンドよりは圧倒的に少ない（それでも天然ガス自動車用の天然ガススタンドよりはまだ多い）こと、充填にも資格が必要とされるためセルフ式スタンドが存在しないこと、定期的な容器検査が必要とされること等が、一部の趣味者を除いてLPG自動車の一般車としての普及の足かせであることは否めない。
韓国では230万台（総自動車の約13 %）がLPG車で、そのうち日本と同等の23万台がタクシーで残りはオーナーカーであった（2008年現在）。LPG供給量の問題から、タクシーのような事業用自動車、障害者、国家有功者にLPG車の購入が制限されていたが、ディーゼル車の大気汚染対策から、一般人の購入が2019年に解禁された。
イギリスでは、政府のパワーシフトプログラムにより普及が進んでいる。燃料税の優遇の他、ロードプライシングでの通行税免除や、バスレーン通行許可等の多数の優遇があり、エネルギー分散化の一手として行われており、周辺のオランダなどからLPG改造した車両の輸入も多い。欧州でのLPG車のシェアは、どの国でも全保有台数の約5 %程度である。世界LPG協会（WLPGA）は、協会内に委員会（GAIN）を設置してLPG車の積極的な普及活動を行っている。